# WrestleMania Backlash 2022
WrestleMania Backlash (2022) was de 17e professioneel worstel-pay-per-view (PPV) en WWE Network evenement van Backlash dat georganiseerd werd door WWE voor hun Raw en SmackDown brands. Het evenement vond plaats op 8 mei 2022 in het Dunkin' Donuts Center in Providence, Rhode Island.

## Productie

### Verhaallijnen
Bij het evenement WrestleMania 38 won Charlotte Flair van Ronda Rousey om het WWE SmackDown Women's Championship. Op 8 april 2022, aflevering van het vrijdagavondprogramma WWE SmackDown, eiste Rousey een herkansingswedstrijd met als een toevoeging een "I Quit" match. Flair weigerde de uitdaging. Desondanks werd de wedstrijd toegevoegd aan het evenement.
Voormalige All Elite Wrestling (AEW)-worstelaar Cody Rhodes maakte na zes jaar zijn terugkeer naar WWE bij het evenement WrestleMania 38 als een verrassingstegenstander tegen Seth "Freakin" Rollins, waar Rhods de wedstrijd won. Op 11 april 2022, aflevering van het maandagavondprogramma WWE Raw, verklaarde Rollins dat hij op oneerlijke wijze benadeeld was, omdat hij van tevoren niet wist met wie zijn tegenstadner zou worden. Verder verklaarde hij dat hij Rhodes zou verslaan in een tweede wedstrijd en daagde hem uit. Rhodes accepteerde.
Edge won van AJ Styles dankzij een afleiding van Damian Priest bij het evenement WrestleMania 38. Edge en Priest vormden toen een alliantie waarin Edge beweerde iedereen uit te roeien die niet in hun "Mountain of Omnipotence" paste. Op 18 april 2022, aflevering van WWE Raw, verklaarde Edge dat hij moest afmaken wat hij met Styles was begonnen en vervolgens Styles uitdaagde voor een herkansingswedstrijd bij WrestleMania Backlash, wat Styles later accepteerde. In de aflevering van WWE Raw van 2 mei 2022, versloeg Styles Priest, waardoor Priest tijdens verbannen werd van de ringoppervlak.
Tijdens de wedstrijd van Happy Corbin bij het evenement WrestleMania 38, werd hij per ongeluk afgeleid door zijn tag team partner, Madcap Moss, wat resulteerde in een verlies voor Corbin. Hierna ontstond er onenigheid tussen Corbin en Moss, waarbij Corbin Moss de schuld gaf van zijn verlies bij WrestleMania. De spanning tussen de twee bleef groeien en er stond een wedstrijd op het programma voor WrestleMania Backlash.
Bij het evenement WrestleMania 38, won Bobby Lashley van Omos. De dag er na op WWE Raw, keerde MVP zich tegen Lashley. In de komende weken hekelde MVP Lashley voor het vieren van zijn overwinning bij WrestleMania zonder hem en dus sloot MVP zich aan bij Omos. Lashley en Omos namen vervolgens deel aan een armworstelwedstrijd op 25 april 2022, die in het voordeel van Lashley eindigde. Omos viel Lashley vervolgens aan na de wedstrijd en daagde hem later uit voor een herkansingswedstrijd bij WrestleMania Backlash die Lashley accepteerde.
Bij het evenement WrestleMania 38, won SmackDown's Universal Champion Roman Reigns van Raw's WWE Champion Brock Lesnar in een Winner Takes All Unificatie wedstrijd om beide titels te claimen, waardoor hij erkend werd als de "Undisputed WWE Universal Champion". In de volgende aflevering van WWE SmackDown, verklaarde Reigns dat hij niets meer te bewijzen had; hij wilde echter dat zijn neven, de SmackDown Tag Team Champions The Usos (Jimmy & Jey Uso), zijn prestatie zouden herhalen door het Raw Tag Team Championship te veroveren. De Usos verschenen de volgende week op Raw om de Raw Tag Team Champions, RK-Bro (Randy Orton en Riddle), uit te dagen, die accepteerden en de wedstrijd officieel werd gemaakt als een Winner Takes All Unificatie wedstrijd bij WrestleMania Backlash. In de aflevering van WWE SmackDown van 29 april 2022, eindigde echter de ondertekening van het contract voor de wedstrijd, met Reigns die The Usos assisteerde bij het aanvallen van RK-Bro en het contract verscheurde in het proces. Drew McIntyre kwam toen naar buiten en bundelde zijn krachten met RK-Bro om The Bloodline van de ring te verdrijven. Vanwege wat er was gebeurd, ontmoette de speciale raadsman van Reigns, Paul Heyman, WWE Official Adam Pearce achter de schermen. Heyman verzocht om de resulterende tag team unificatiewedstrijd af te schaffen en in plaats daarvan een "Six Man Tag Team Match" met The Bloodline tegen RK-Bro en McIntyre worden gemaakt voor WrestleMania Backlash.

## Matches
| Nr. | Match | Winnaar(s)        | Opmerkingen                                                | Bron   |
| --- | --- | ----------------- | ---------------------------------------------------------- | ------ |
| 1   | Cody Rhodes vs. Seth "Freakin" Rollins                                                                                        | Cody Rhodes       | Een-op-een match.                                          | [ 15 ] |
| 2   | Bobby Lashley vs. Omos (met MVP)                                                                                              | Omos              | Een-op-een match.                                          | [ 15 ] |
| 3   | AJ Styles vs. Edge | Edge              | Een-op-een match.                                          | [ 15 ] |
| 4   | Charlotte Flair (c) vs. Ronda Rousey                                                                                          | Ronda Rousey (nc) | "I Quit" match voor het WWE SmackDown Women's Championship | [ 15 ] |
| 5   | Happy Corbin vs. Madcap Moss                                                                                                  | Madcap Moss       | Een-op-een match.                                          | [ 15 ] |
| 6   | Drew McIntyre & RK-Bro (Randy Orton & Riddle) vs. The Bloodline (Roman Reigns & The Usos (Jimmy & Jey Uso)) (met Paul Heyman) | The Bloodline     | 6-man tag team match.                                      | [ 15 ] |